# Тамань-Пасажирська
Тамань-Пасажирська — вантажно-пасажирська залізнична станція Краснодарського регіону Північно-Кавказької залізниці на лінії Багерове — Кримська. Розташована у станиці Тамань Темрюцького району Краснодарського краю. Із заходу до неї примикає двоколійна неелектрифікована дільниця, що перетинає Керченську протоку. Поруч розташована вантажна станція Портова, що забезпечує роботу порту Тамань і вантажообіг з Кримом.

## Історія
Станція відкрита 1 жовтня 2019 року, саме в цей день пройшов через станцію перший вантажний потяг.
Станції Тамань-Пасажирська і Керч-Південна (новий пасажирський парк) приймають транзитні потяги. Проєктування станцій велося в один час. Проєкт нового парку Керчі-Південної має на одну пасажирську колію менше. Це пов'язано з тим, що спочатку на станції Тамань-Пасажирська планувалася зміна тяги, яка б приводила до  тривалішої стоянки транзитних потягів, від того станція Тамань-Пасажирська має на одну колію більше. У 2019 році станція електрифікована змінним струмом (~ 25 кВ). Лінію у напрямку Керченського мосту заплановано у перспективі електрифікувати змінним струмом (~ 25 кВ).

## Інфраструктура
На станції побудовано 2 острівні пасажирські платформи, які обслуговують 4 приймально-відправних парків. Пасажирський парк є ізольованим від зовнішнього середовища, немає широкого перону біля будівлі вокзалу. Потрапити до пасажирських потягів можливо лише через єдиний підземний перехід.
У 2019 році, поруч зі станцією, побудована тягова підстанція, обладнані об'єкти транспортної безпеки, завершено будівництво 24-х великих об'єктів інфраструктури, в тому числі вокзал на 50 пасажирів, службово-технічна будівля вагонного господарства (пункт технічного обслуговування), черговий пункт району контактної мережі (ДПРКС), будинок відпочинку локомотивних бригад, пост електричної централізації (ЕЦ), який поєднаний з диспетчерською службою, будівля лінійного відділу поліції на транспорті, об'єкти транспортної безпеки — вартове містечко ВОХР, включаючи зону посиленого огляду вантажних вагонів з ІДК на основі нейтронної апаратури.

## Пасажирське сполучення
З 25 грудня 2019 року по станції Тамань-Пасажирська розпочався рух пасажирських потягів далекого прямування сполученням Санкт-Петербург — Севастополь та Москва — Сімферополь.
| Рух потягів далекого сполучення по станції Тамань-Пасажирська |                          |                               |                          |
| №                                                             | Назва потяга             | Маршрут сполучення            | Періодичність курсування |
| 7/8                                                           | «Таврія»                 | Санкт-Петербург — Севастополь | Щоденно                  |
| 27/28                                                         | «Таврія» (двоповерховий) | Москва — Сімферополь          | Щоденно                  |

У перспективі до станції Тамань-Пасажирська планується призначити потяги приміського сполучення.